# Боссио, Эдмундо
Эдмундо Боссио Дьоко (исп. Edmundo Bossio Dioko; род. 22 ноября 1922, Ребола, Испанская Гвинея — 21 февраля 1975, Малабо, Экваториальная Гвинея) — государственный и политический деятель, вице-президент Экваториальной Гвинеи в 1968—1974 годах.

## Биография
Боссио родился 22 ноября 1921 года в Реболе, где начал учёбу в начальной школе, а затем получил диплом учителя начальной школы. В юности он был направлен в Рио-Муни, чтобы практиковать свою профессию в разных местах, где он также получил педагогическое образование. После своего возвращения на остров Фернандо-По он посвятил большую часть своего времени конкуренции с испанскими землевладельцами в эксплуатации семейных плантаций какао, к которым он присоединится на условиях аренды.
В октябре 1962 года он был награждён Серебряной медалью Ордена Африки Луиса Карреро Бланко. В период с августа 1966 года по апрель 1967 года он стал одним из главных представителей национализма буби, президентом Аграрной палаты Фернандо-По, в то же время он выполнял роль поверенного во время IX Законодательного собрания испанских судов (1967—1971), так как на выборах, состоявшихся в провинции Фернандо-По 16 ноября 1967 года, он получил 4125 голосов из 6731 поданных. Участвовал в Конституционной конференции (1967—1968), разработавшей проект Конституции Экваториальной Гвинеи 1968 года.
Он возглавил формирование группы Союз Буби, которая позже стала политической партией, с которой он получил 5000 голосов в первом туре президентских выборов в сентябре 1968 года. Сторонник самоопределения острова Биоко или, в противном случае, его интеграции в качестве государства в форме федеративной республики, он, тем не менее, поддерживал партию ИПГЕ Франсиско Масиаса Нгемы против своего главного противника, Бонифасио Ондо Эду. Он был первым вице-президентом недавно образованной Республики Экваториальная Гвинея, вступившим в должность 12 октября 1968 года. У него были крепкие дружеские отношения с президентом Масиасом. После установления диктатуры в 1969 году Боссио не подвергался никаким репрессиям. Он часто брал на себя государственные функции, когда Масиас уезжал за границу. 2 марта 1974 года Боссио был снят со своей должности и заменён Мигелем Эеге. В конце 1974 года Боссио был арестован и казнён в тюрьме Плайя-Негра 21 февраля 1975 года без суда во время режима Масиаса Нгемы. Его смерть официально признали самоубийством.